# Cimbres
Cimbres is een plaats (freguesia) in de Portugese gemeente Armamar en telt 374 inwoners (2001).